# Maurizio Carrara
Maurizio Carrara (Bergamo, 12 febbraio 1954) è un dirigente d'azienda e dirigente pubblico italiano, presidente di UniCredit Foundation dal 2010 al 2018. Attualmente Presidente ad honorem di Fondazione CESVI

## Biografia
Nato a Bergamo, sposato e con due figlie. Attivo nel settore non profit e della cooperazione internazionale è laureato in Architettura presso il Politecnico di Milano. Già studente, nel 1977, si avvicina al volontario, in occasione dell'emergenza provocata dalla dispersione della diossina nella zona di Seveso, in provincia di Milano. Successivamente a quell'esperienza, tra il 1980 ed il 1988, riveste incarichi per conto della Regione Lombardia e al Genio Civile di Bergamo. Fino al 1998, fa parte della Commissione tecnico-scientifica della Regione Lombardia per gli interventi di Cooperazione Internazionale allo Sviluppo.

### Carriera
Nel 1985, insieme a Paolo Caroli e ad altri quindici amici, fonda l'associazione Cesvi (poi Fondazione Cesvi Onlus) che presiede sino al 2005. Sotto la sua presidenza, Cesvi realizza rilevanti progetti di carattere umanitario, tra cui nel 1997 la missione a Pyongyang durante la grande carestia che colpì la Corea del Nord, il Progetto Takunda in Zimbabwe nell'ambito del progetto "Fermiamo l'Aids sul nascere" e l'ideazione, con Giangi Milesi e Luisa Bruzzolo, di campagne di raccolta fondi e di sensibilizzazione originali, che hanno visto coinvolte personalità del mondo dello spettacolo (per esempio Claudio Bisio e il cast di Zelig, Ezio Greggio, Lorella Cuccarini, il cast de Le Iene, il Trio Medusa, Lella Costa e molti altri), e creativi della pubblicità come D'Adda-Lorenzini-Vigorelli, Leo Burnett, Publiciss con Roberto Caselli. Tra le numerose missioni umanitarie, Carrara ha partecipato, per un progetto congiunto tra Cesvi e Gruppo Editoriale L'Espresso, ad una missione in Kosovo con Carlo Caracciolo e Paolo Garimberti.
Nel 2000 diventa membro del consiglio di amministrazione della Società Editoriale Vita, editrice del settimanale Vita, e due anni ne dopo diviene responsabile Sviluppo e Marketing. Dal maggio 2006 sino a marzo 2010 ne riveste anche il ruolo di consigliere delegato. Nel 2008 è nominato amministratore di Vitaconsulting srl, la società di consulenza del Gruppo Vita. Con Vita e in collaborazione con il suo presidente, Riccardo Bonacina, promuove l'iniziativa di legge per favorire le deduzioni fiscali delle donazioni, trasformata in legge nel 2005.
Nel 2010, e sino al 2018, viene chiamato dal gruppo UniCredit a dirigere la fondazione Unidea che viene presto rinominata UniCredit Foundation. In questo ruolo sviluppa le nuove linee guida della fondazione collocando le attività in tutti i paesi in cui opera UniCredit (Italia, Austria, Germania ed Est Europa) e orientando lo sviluppo progettuale alla promozione dell’impresa sociale e al sostegno delle vulnerabilità della Terza età, in particolare con l’avvio di progetti “Alzheimer Cafè”.
Grande slancio viene dato ai progetti di coinvolgimento dei dipendenti di UniCredit con il programma Gift Maching che ne vede coinvolti ogni anno circa 14.000 con la realizzazione finanziata di circa 400 progetti all’anno.
Nel 2015 e sino al 2020 viene indicato dal Sindaco di Milano, e nominato dal Consiglio di Indirizzo, quale presidente dell’Istituto Milanesi Martinitt e Stelline e Pio Albergo Trivulzio. Svolge gratuitamente questo incarico.
Dal gennaio 2019 al 2021 presiede Aragorn srl, società di consulenza specializzata in eventi, comunicazione, raccolta fondi e valutazione impatto per il non profit.
Membro del CdA di Fondazione Vita e Business Advisor del gruppo Vita

## Cariche
- Presidente Cesvi
- CD Vita non profit Magazine
- Amministratore Unico di vita Consulting s.r.l.
- Presidente UniCredit Foundation
- Presidente di Aragorn
- Presidente del Consiglio di Indirizzo del Pio Albergo Trivulzio, Martinitt e Stelline
- Presidente onorario della Fondazione Cesvi Onlus

## Pubblicazioni
- Ho abbracciato il dugongo con Lella Costa (Melampo Editore, 2006)
- Storie di straordinaria filantropia con Stefano Arduini (ed. Sole 24 Ore, 2011)
- 40 i nostri anni di Solidarietà ( ed. Guerini e Associati, 2024)